# Giovanni Cosimo Bonomo
Giovanni Cosimo Bonomo (* 30. November 1666 in Livorno; † 13. Januar 1696 in Florenz) war ein italienischer Mediziner, 1687 der Entdecker der Krätzmilbe als Ursache der Hautkrankheit Skabies („Krätze“) und Leibarzt der pfälzischen Kurfürstin Anna Maria Luisa de’ Medici.

## Leben
Giovanni Bonomo wurde als Sohn des französischen Apothekers Stefano Bonomo und seiner Frau Barbara Boccacci in Livorno geboren. Aufgrund der Leggi Livornine galt die Stadt im Großherzogtum Toskana seinerzeit als besonders kosmopolitisch und multikulturell. Er studierte an der Universität Pisa, wo er am 22. Juni 1681 in Philosophie und Medizin promovierte. Am Collegio dei medici e degli speziali von Florenz erwarb er am 18. Dezember 1683 die Approbation als freischaffender Arzt. Zu seinen Prüfern zählte Francesco Redi, der bald sein größter Fürsprecher werden sollte. 1684 bis 1685 begleitete er als Schiffsarzt eine Expedition gegen die Türken, in deren Verlauf es eine Vielzahl von Erkrankungen und Infektionen zu beobachten gab und auf der er selbst zweimal erkrankte. Nach dieser Episode begann er eine enge Zusammenarbeit mit Diacinto Cestoni, einem Vertrauten Redis, in deren Rahmen er sich auch der Erforschung des Krankheitsbildes der Krätze zuwandte. Nach zwei Jahren konnte er den Befall mit Grabmilben als deren Ursache feststellen. Hierzu nahm er Hautproben von Menschen mit Juckreizproblemen und untersuchte die Proben unter einem Mikroskop. Dabei entdeckte er „eine Kreatur, die eine Minute lebte … mit sechs Beinen und einem spitzen Kopf“, welche er zeichnerisch festhielt. Am 20. Juni 1687 legte Bonomo in einem Brief an Redi seine Theorie der Verursachung der Krätze durch Milbenbefall dar. Aufgrund dieser Theorie entwickelte Bonomo eine Therapie aus Salben, Spülungen und Bädern, bei denen Salze, Quecksilber, Vitriole sowie andere aggressive und penetrante Substanzen zum Einsatz kamen. Am 18. Juli 1687 wurden die Erkenntnisse Bonomos in der Schrift Osservazioni intorno a' pellicelli del corpo umano in Florenz veröffentlicht. In den Wissenschaften erzielte die Schrift zunächst keine positive Wirkung, was vor allem einer ablehnenden Haltung Giovanni Maria Lancisis und der kühlen Reaktion Francesco Redis zugeschrieben wird. Nach der Veröffentlichung bewarb sich Bonomo auf verschiedene Stellen vergeblich, trotz fortwährender Unterstützung durch Redi. Im Mai 1690 verdingte er sich sodann als Schiffsarzt auf der S. Stefano, die nach Spanien auslief. Im März 1691 wurde er auf Fürsprache Redis schließlich zum Leibarzt von Anna Maria Luisa de’ Medici ausgewählt. Somit begleitete er die Tochter des Großherzogs Cosimo III. de’ Medici, die am 29. April 1691 in Florenz den pfälzischen Kurfürsten Johann Wilhelm geheiratet hatte, zunächst ins Herzogtum Pfalz-Neuburg, 1692 dann nach Düsseldorf, der Hauptstadt der Herzogtümer Jülich-Berg, wo er die erwartete Schwangerschaft der Kurfürstin überwachen sollte. Er blieb in ständigem Briefkontakt mit Redi, setzte seine Forschungen fort und bereitete weitere Veröffentlichungen vor. Als ihn eine schwere Krankheit erfasste, reiste er nach Florenz zurück, wo er am 13. Januar 1696 verstarb.